# Václav Prunar
Václav Prunar (25. září 1875 Klatovy – ? prosinec 1938 Klatovy) byl rakouský a český novinář a politik, na počátku 20. století poslanec Českého zemského sněmu a Říšské rady.

## Biografie
Profesí byl novinářem a politikem. Žil v Klatovech. Roku 1907 byl aktérem aféry, kdy se účastnil akce České strany radikálně pokrokové, při níž agitoval proti zabrání Pražského hradu vojenským erárem a dožadoval se obnovení českého státního práva. Byl potom degradován z hodnosti důstojníka rakousko-uherské armády. Byl členem zemské zemědělské rady. Zastával funkci koncipisty Ústřední matice školské a byl členem ústředního výboru Národní jednoty pošumavské.
Na počátku století se zapojil i do zemské politiky. Ve volbách v roce 1908 byl zvolen do Českého zemského sněmu v kurii venkovských obcí, obvod Klatovy, Plánice. Politicky se uvádí coby kandidát spojených českých státoprávních stran (Česká strana státoprávně pokroková, vzniklá roku 1908). Kvůli obstrukcím se ovšem sněm po roce 1908 ve svém plénu fakticky nescházel.
Ve volbách roku 1911 nastoupil též do Říšské rady (celostátní zákonodárný sbor), kam byl zvolen za obvod Čechy 69. V parlamentu se zapojil do poslaneckého klubu Jednota nezávislých pokrokových poslanců Čech a Moravy.
V roce 1916 patřil mezi několik málo českých politiků, kteří odmítli přistoupit k Českému svazu coby střechové organizaci spojující všechny české politické proudy v Rakousku-Uhersku. V květnu 1917, při obnovení činnosti Říšské rady, na ní přednesl spolu s dalším poslancem (Antonín Kalina) projev, který na rozdíl od prohlášení většiny českých poslanců byl orientován jasně protirakousky a žádal obnovu samostatného českého státu.
Po vzniku Československa v parlamentních volbách roku 1920 kandidoval za vlastní formaci Neodvislá strana lidu malého, která ale získala jen 5 252 hlasů do Poslanecké sněmovny a nezískala mandát. V letech 1919 až 1933 vydával týdeník Neodvislý republikán s podtitulem: týdeník na obranu lidí malých: malorolníků, domkářů a chalupníků, živnostníků a obchodníků, malých gážistů, dělníků a bezzemků : věstník neodvislé strany lidu malého.
V září 1908 se v Hůrce u Klatov oženil s Milčou Kobernovou, dcerou bývalého starosty a rolníka z Novákovic.